# Viva la vida (Coldplay)
Viva la vida è un singolo del gruppo musicale britannico Coldplay, pubblicato il 12 giugno 2008 come secondo estratto dal quarto album in studio Viva la vida or Death and All His Friends.
Il singolo ha ricevuto una candidatura ai Grammy Awards 2009 nella categoria registrazione dell'anno e ha vinto nelle categorie canzone dell'anno e miglior interpretazione vocale di gruppo.

## Descrizione
Il testo di Viva la vida contiene molti riferimenti religiosi. Ad esempio, i «pilastri di sabbia» sono un riferimento alla parabola evangelica in cui Gesù parla dello stolto che costruisce la casa sulla sabbia, mentre il saggio la edifica sulla roccia. «So che San Pietro non chiamerà il mio nome» fa riferimento a Matteo 16,19, passo in cui Gesù dice a Pietro che gli darà le chiavi del regno dei cieli, e alla credenza per cui l'apostolo presidi la porta del paradiso, concedendo o negandovi l'entrata. Altri riferimenti di sapore biblico, benché non univoci, sono il «mare si alzava quando io lo dicevo» (Mosè che divide il Mar Rosso), e «la mia testa su un vassoio d'argento» (decapitazione di Giovanni Battista). Un riferimento storico è il verso «io tiravo il dado», che indica Gaio Giulio Cesare e il suo alea iacta est.

Il brano ha aperto un ampio dibattito sui suoi significati. Molti vi hanno visto riferimenti a eventi storici come la Rivoluzione francese. I componenti del gruppo non hanno contribuito a queste voci, riferendosi più ai re e rivoluzionari in genere che a persone specifiche. Il frontman Chris Martin ha spiegato il verso «I know Saint Peter won't call my name» in un'intervista a Q:
 Sull'argomento, il bassista Guy Berryman ha dichiarato:

### Accuse di plagio
A inizio ottobre 2008 il chitarrista statunitense Joe Satriani ha accusato i Coldplay di aver plagiato la base strumentale e musicale di Viva la vida dal suo singolo If I Could Fly, estratto dall'album Is There Love in Space? (2004). Il chitarrista ha così citato in giudizio il gruppo britannico, denunciandoli presso un tribunale di Los Angeles. La questione è stata risolta il 14 settembre 2009 con un accordo privato tra le due parti.
Nel maggio 2009 Yusuf Islam, già noto come Cat Stevens, ha dichiarato che alcune parti di Viva la vida deriverebbero dal suo brano Foreigner Suite, precisando di ritenere l'eventuale plagio involontario e di non aver intenzione di citare in giudizio i Coldplay.

## Video musicale
Il video, diretto da Hype Williams e reso disponibile sul sito ufficiale del gruppo il 1º agosto 2008, mostra i Coldplay eseguire il brano intrappolati nel dipinto di Eugène Delacroix La Libertà che guida il popolo (che è anche la copertina dell'album Viva la vida or Death and All His Friends) il quale poi finisce per sgretolarsi.
Esiste anche una versione alternativa del video, diretta da Anton Corbijn, in cui Chris Martin veste i panni di un re che non lascia per un secondo la tela che raffigura La Libertà che guida il popolo (tranne quando prende uno stereo sulle spalle). Tale versione è una citazione del video di Enjoy the Silence dei Depeche Mode (dello stesso Corbijn), gruppo del quale i Coldplay non hanno mai fatto mistero di essere fan di vecchia data.
Il video ha ottenuto la certificazione Vevo.

## Tracce
CD promozionale (Europa, Stati Uniti)
1. Viva la vida (Radio Edit) – 3:45
2. Viva la vida (Full Album Version) – 4:01

CD singolo (Europa)
1. Viva la vida – 4:02
2. Death Will Never Conquer – 1:18

## Formazione
Hanno partecipato alle registrazioni, secondo le note di copertina di Viva la vida or Death and All His Friends:
Gruppo
- Chris Martin – voce, pianoforte, chitarra acustica
- Jonny Buckland – chitarra elettrica, tastiera, cori
- Guy Berryman – basso, sintetizzatore, armonica a bocca, cori
- Will Champion – batteria, percussioni, cori

Altri musicisti
- Davide Rossi – strumenti ad arco
- Matt McGinn – musica aggiuntiva
- Crispin Robinson – musica aggiuntiva

Produzione
- Markus Dravs – produzione, missaggio
- Brian Eno – produzione, sonic landscapes
- Rik Simpson – produzione, missaggio
- Jon Hopkins – produzione aggiuntiva, colori
- Andy Rugg – ingegneria del suono, assistenza alla registrazione
- Dan Green – ingegneria del suono, assistenza alla registrazione
- Brian Thorn – ingegneria del suono, assistenza alla registrazione
- Olga Fitroy – ingegneria del suono, assistenza alla registrazione
- Francois Chevallier – ingegneria del suono, assistenza alla registrazione
- Jan Petrov – ingegneria del suono, assistenza alla registrazione
- Jason Lader – ingegneria del suono, assistenza alla registrazione
- Michael Trepagner – ingegneria del suono, assistenza alla registrazione
- Vanessa Parr – ingegneria del suono, assistenza alla registrazione
- Dom Monks – ingegneria del suono, assistenza alla registrazione
- Will Hensley – ingegneria del suono, assistenza alla registrazione
- Michael H. Brauer – missaggio
- Andy Wallace – missaggio
- John O' Mahoney – missaggio
- Bob Ludwig – mastering
- George Marino – assistenza al mastering

## Classifiche

### Classifiche settimanali
| Classifica (2008-25)       | Posizione massima |
| -------------------------- | ----------------- |
| Australia                  | 2                 |
| Austria                    | 6                 |
| Belgio (Fiandre)           | 4                 |
| Belgio (Vallonia)          | 7                 |
| Canada                     | 4                 |
| Corea del Sud              | 119               |
| Danimarca                  | 8                 |
| Emirati Arabi Uniti        | 4                 |
| Finlandia                  | 10                |
| Francia                    | 7                 |
| Germania                   | 5                 |
| Giappone                   | 3                 |
| Grecia                     | 16                |
| Hong Kong                  | 12                |
| India                      | 10                |
| Indonesia                  | 22                |
| Irlanda                    | 3                 |
| Israele                    | 72                |
| Italia                     | 2                 |
| Lituania                   | 80                |
| Lussemburgo                | 24                |
| Malaysia                   | 4                 |
| Medio Oriente              | 19                |
| Norvegia                   | 5                 |
| Nuova Zelanda              | 16                |
| Paesi Bassi                | 4                 |
| Panama                     | 114               |
| Portogallo                 | 5                 |
| Regno Unito                | 1                 |
| Repubblica Ceca            | 1                 |
| Singapore                  | 1                 |
| Spagna                     | 2                 |
| Stati Uniti                | 1                 |
| Stati Uniti (adult top 40) | 4                 |
| Stati Uniti (alternative)  | 1                 |
| Svezia                     | 7                 |
| Svizzera                   | 5                 |
| Taiwan                     | 22                |
| Turchia                    | 3                 |

### Classifiche di fine anno
| Classifica (2023) | Posizione |
| ----------------- | --------- |
| Australia         | 71        |
| Francia           | 166       |
| Islanda           | 43        |
| Norvegia          | 40        |
| Paesi Bassi       | 43        |
| Portogallo        | 73        |
| Regno Unito       | 46        |
| Svezia            | 74        |
| Svizzera          | 74        |
| Classifica (2024) | Posizione |
| Australia         | 71        |
| Austria           | 74        |
| Francia           | 111       |
| Paesi Bassi       | 75        |
| Portogallo        | 113       |
| Regno Unito       | 58        |
| Svizzera          | 84        |

## Cover
Il duo synth pop Pet Shop Boys ha reinterpretato il brano, inserendolo nell'EP natalizio Christmas (2009). Il brano è stato unito a Domino Dancing, celebre singolo del gruppo del 1988. La loro versione è stata inoltre eseguita dal vivo durante il Pandemonium Tour, apparendo anche nell'album dal vivo Pandemonium: Live at the O2 Arena, London, 21st December 2009 (2010) in una versione unita a frammenti dei brani Se a vida è (That's the Way Life Is), Discoteca (entrambi singoli estratti da Bilingual) e la già citata Domino Dancing.
Nel 2012 il violinista David Garrett ne ha realizzato una versione strumentale.